# 路易五世 (西法兰克)
無所事事者路易五世（法語：Louis V le Fainéant，967年—987年5月22日）是加洛林王朝西法兰克王国支系的末代国王（979年—987年在位，其中979年—986年与其父王洛泰尔一世共治，986年—987年单独执政），是最后一位加洛林王朝的君主，也是西法兰克王国和所有法兰克人的最后一任国王。他只做了一年的正式国王便英年早逝，死后加洛林王朝被卡佩王朝取代，西法兰克王国成为法兰西王国。由于法兰西王国直接继承于西法兰克王国，所以作为西法兰克国王的他也被承认为法国国王。

## 生平
路易五世的父亲是西法兰克国王洛泰尔，母亲是意大利国王洛泰尔二世的女儿、西法兰克王后艾玛。他于979年登基，与其父王洛泰尔共治。由于父王尚在，故大权仍掌握在父王手中。
980年，路易五世在布里伍德迎娶安茹伯爵福尔克二世的女儿安茹的阿德莱德，之后两人加冕为阿基坦的国王和王后（见阿基坦公爵列表）。但是由于年龄上的巨大差距（路易13岁，阿德莱德33岁），两人并不幸福，他们的婚姻纯粹是政治联姻，而且是错配。夫妻二人没有生育孩子。阿德莱德很快于两年后（982年）与路易五世离婚，并搬到阿尔勒去住。
路易五世的父王洛泰尔想任免领地内的神职人员，实际上他根本不能对领地内的诸侯进行任何有效控制，此举被卡佩家族的雨果·卡佩（后来的法兰西王国第一任国王）和神圣罗马帝国皇帝奥托一世（大帝）一族打断了两次。作为罗马的守护者，奥托大帝认为他有权力提名加洛林王朝领地内的神职人员，而这些人都是不支持或者反对加洛林国王的。路易五世当然与父王站在统一阵线。
兰斯大主教阿达尔贝隆是一个特殊的敌人，他是被奥托大帝提名担任兰斯大主教之职的，所以他站在皇帝一边。在洛泰尔统治期间，阿达尔贝隆促成了卡佩家族和皇帝家族的联合。但是密谈暴露了，洛泰尔便于986年判处大主教通敌叛国。
986年3月1日，父王洛泰尔驾崩，路易五世才于第二天（986年3月2日）正式加冕成为西法兰克唯一的国王，时年19岁，其统治中心在拉昂。路易五世的母亲、父王洛泰尔的遗孀艾玛太后因为其母（指奥托大帝的皇后勃艮第的阿德莱德）改嫁给了奥托大帝，所以希望缓和儿子和皇帝（指奥托大帝之孙奥托三世）的矛盾，便请阿达尔贝隆从中调停。阿达尔贝隆也承认了路易五世的地位。

## 死亡
路易五世死于987年5月22日，是死于一次野外狩猎的意外事故或者是被他的母后毒死。在他去世前的一段日子里，他又想像他父王那样宣布阿达尔贝隆大主教叛国，而且又与神圣罗马帝国交恶，所以有学者认为是皇帝和大主教勾结艾玛太后将小国王毒死的。

## 绰号
法国的很多君主都有绰号，可能因为路易五世在他在一年不到的统治期内毫无政绩，所以中世纪的传记作家送给他一个绰号——“无所事事的”（法語：qui nihil fecit），后人则称他为“懒王路易”（法語：Louis V le Fainéant）。

## 身后
路易五世死后没有合法的继承人，所以他的叔叔、下洛林公爵夏尔便被推举为理所当然的王位继承人，因为他是加洛林王朝仅存的男嗣。但是，神职人员们，包括兰斯大主教阿达尔贝隆和日尔贝尔（后来的罗马教皇西尔维斯特二世）反对这一提议，他们赞成推举雨果·卡佩，并说服了大家。雨果·卡佩虽然不是唯一具有贵族血统的显赫人物，却通过他的行动和军事权威力压群雄。在路易五世死后两个月内的987年7月3日，雨果·卡佩被推举为国王，继承了加洛林王朝的遗产，阿达尔贝隆为他加冕。从此，加洛林王朝被卡佩王朝取代。

## 家庭
```
   ┌─ 
路易四世
（921年—954年）
西法兰克国王
（936年—954年在位）
┌─ 
洛泰尔一世
（941年—986年），
西法兰克国王
（954年—986年在位）
│└─ 
萨克森的格尔贝格
（913年—969年）
│

路易五世

│
│  ┌─ 
洛泰尔
（926年—950年），
意大利国王
（945年—950年在位）
└─ 
意大利的艾玛
（948年—988年）
     └─ 
勃艮第的阿德莱德
（931年—999年）
```

```
路易五世
 980年娶
安茹的阿德莱德
（982年离婚）
 │
 ├─奥肯（生卒年不详），早夭
```